# Gruppenschema
Ein Gruppenschema ist in der algebraischen Geometrie die Verallgemeinerung einer algebraischen Gruppe.
Typische Beispiele sind affine algebraische Gruppen oder abelsche Varietäten. Im Unterschied zur klassischen Sichtweise können Gruppenschemata über beliebigen Schemata definiert werden. Solche finden Anwendung in der Theorie von Modulräumen abelscher Varietäten.

## Definition
Sei {\displaystyle S} ein Schema und sei {\displaystyle \mathrm {Sch} /S} die Kommakategorie der Schemata über {\displaystyle S}.
Die Objekte von {\displaystyle \mathrm {Sch} /S} nennen wir {\displaystyle S}-Schemata.
Sie hat endliche Produkte. Diese sind durch das Faserprodukt {\displaystyle \times _{S}} von {\displaystyle S}-Schemata gegeben.

### Als Gruppenobjekt
Ein Gruppenschema über {\displaystyle S} ({\displaystyle S}-Gruppenschema) ist ein Gruppenobjekt in {\displaystyle \mathrm {Sch} /S}.
Konkret heißt das:
Ein {\displaystyle S}-Gruppenschema {\displaystyle (G,m,e,i)} über {\displaystyle S} besteht aus einem {\displaystyle S}-Schema {\displaystyle G} zusammen mit drei Morphismen
- {\displaystyle m\colon G\times _{S}G\to G}, Multiplikation
- {\displaystyle e\colon 1\to G}, Inklusion des neutralen Elements
- {\displaystyle i\colon G\to G}, Inversion

sodass die folgenden Eigenschaften erfüllt sind:
- {\displaystyle m} ist assoziativ, das heißt {\displaystyle m\circ (m\times \mathrm {id} _{G})=m\circ (\mathrm {id} _{G}\times m)} als Morphismen {\displaystyle G\times _{S}G\times _{S}G\to G}.
- {\displaystyle e} ist ein zweiseitiges neutrales Element für {\displaystyle m}, das heißt {\displaystyle m\circ (\mathrm {id} _{G}\times e)=p_{1}} und {\displaystyle m\circ (e\times \mathrm {id} _{G})=p_{2}}, wobei {\displaystyle p_{1}\colon G\times _{S}G\to G} (bzw. {\displaystyle p_{2}}) die Projektion auf den ersten (bzw. zweiten) Faktor ist.
- {\displaystyle i} ist ein zweiseitiges inverses Element für {\displaystyle m}, das heißt {\displaystyle m\circ (i\times \mathrm {id} _{G})\circ \Delta _{G}=e} und {\displaystyle m\circ (\mathrm {id} _{G}\times i)\circ \Delta _{G}=e}. Hier bezeichnet {\displaystyle \Delta _{G}\colon G\to G\times _{S}G} die Diagonale.

Diese Regeln sind den Gruppenaxiomen nachempfunden.

### Als Gruppenwertiger Funktor
Alternativ kann ein {\displaystyle S}-Gruppenschema als darstellbarer Funktor {\displaystyle F\colon (\mathrm {Sch} /S)^{\mathrm {op} }\to \mathrm {Grp} } in die Kategorie der Gruppen {\displaystyle \mathrm {Grp} } beschrieben werden. Nach dem Yoneda-Lemma sind beide Definitionen äquivalent.

### Morphismen
Ein Morphismus von Gruppenschemata {\displaystyle (G,m,e,i)\to (G',m',e',i')} ist ein Morphismus {\displaystyle f\colon G\to G'} von {\displaystyle S}-Schemata, der mit den Strukturmorphismen verträglich ist, das heißt {\displaystyle f\circ m=m'\circ (f\times f)}, {\displaystyle f\circ i=i'\circ f} und {\displaystyle f\circ e=e'}. Tatsächlich folgen die letzten beiden Eigenschaften bereits aus {\displaystyle f\circ m=m'\circ (f\times f)}.
Die Klasse der {\displaystyle S}-Gruppenschemata bildet zusammen mit Morphismen von {\displaystyle S}-Gruppenschemata wieder eine Kategorie {\displaystyle {\mathsf {Grp}}(\mathrm {Sch} /S)}.

## Untergruppenschemata
Die folgenden Begriffe sind im Allgemeinen zu unterscheiden.
- Ein {\displaystyle S}-Untergruppenschema von {\displaystyle G} ist ein darstellbarer Unterfunktor von {\displaystyle G}.[2]
- Ein abgeschlossenes {\displaystyle S}-Untergruppenschema von {\displaystyle G} ist ein Morphismus von {\displaystyle S}-Gruppenschemata {\displaystyle H\to G}, der eine abgeschlossene Immersion ist.[3]
- Ein offenes {\displaystyle S}-Untergruppenschema von {\displaystyle G} ist ein Morphismus von {\displaystyle S}-Gruppenschemata {\displaystyle H\to G}, der eine offene Immersion ist.[3]

## Eigenschaften
- Ist {\displaystyle \mathbf {P} } eine Eigenschaft von {\displaystyle S}-Schemata, das heißt eine Teilklasse der Objekte von {\displaystyle \mathrm {Sch} /S}, die durch eine logische Formel definiert ist, so definiert diese eine Eigenschaft von {\displaystyle S}-Gruppenschemata. Ist {\displaystyle G} ein {\displaystyle S}-Gruppenschema, so sagen wir {\displaystyle G} habe die Eigenschaft {\displaystyle \mathbf {P} }, falls das unterliegende {\displaystyle S}-Schema die Eigenschaft {\displaystyle \mathbf {P} } hat.[4] So erhalten wir beispielsweise die Definitionen von quasikompakt, affin, flach, von endlichem Typ, von endlicher Präsentation, endlich, quasisepariert, separiert, unverzweigt, glatt, étale etc.
- Ein Gruppenschema ist kommutativ, wenn {\displaystyle m\circ \tau =m} gilt. Hierbei ist {\displaystyle \tau \colon G\times _{S}G\to G\times _{S}G} die Vertauschung. Sie wird von der universellen Eigenschaft des Produktes von {\displaystyle p_{2}} und {\displaystyle p_{1}} induziert.

## Basiswechsel
Ist {\displaystyle G} ein {\displaystyle S}-Gruppenschema und {\displaystyle S'\to S} ein Schemamorphismus, so ist das Faserprodukt {\displaystyle G_{S'}:=G\times _{S}S'} auf natürliche Weise ein {\displaystyle S'}-Gruppenschema. Ist {\displaystyle \mathbf {P} } eine Eigenschaft von relativen Schemata, die stabil unter Basiswechsel ist, so ist die zugehörige Eigenschaft von Gruppenschemata ebenfalls stabil unter Basiswechsel.
- Ist {\displaystyle G} endlich, so ist {\displaystyle G_{S'}} endlich.[5]
- Ist {\displaystyle G} affin, so ist {\displaystyle G_{S'}} affin.[6]
- Ist {\displaystyle G} flach, so ist {\displaystyle G_{S'}} flach.[7]
- Ist {\displaystyle G} (lokal) von endlichem Typ, so ist {\displaystyle G_{S'}} (lokal) von endlichem Typ.[8]
- Ist {\displaystyle G} (quasi-)separiert, so ist {\displaystyle G_{S'}} (quasi-)separiert.[9]
- Ist {\displaystyle G} ganz, so ist {\displaystyle G_{S'}} ganz.[5]

## Affine Gruppenschemata
Ein affines {\displaystyle S}-Gruppenschema ist ein {\displaystyle S}-Gruppenschema {\displaystyle G}, sodass der Strukturmorphismus {\displaystyle G\to S} affin ist.
Aus der Entsprechung von affinen {\displaystyle S}-Schemata und quasi-kohärenten {\displaystyle {\mathcal {O}}_{S}}-Algebren über das relative Spektrum ergibt sich eine kontravariante Äquivalenz zwischen den folgenden beiden Kategorien:
- Die Kategorie der affinen {\displaystyle S}-Gruppenschemata.
- Die Kategorie der quasi-kohärenten Hopf {\displaystyle {\mathcal {O}}_{S}}-Algebren.

Ist {\displaystyle S=\mathrm {Spec} (A)} affin, so ist letztere Kategorie äquivalent zur Kategorie der {\displaystyle A}-Hopf-Algebren.

## Beispiele
Jedes Schema {\displaystyle S} besitzt einen eindeutigen Schemamorphismus {\displaystyle S\to \mathrm {Spec} (\mathbb {Z} )}.
Durch Basiswechsel definiert also jedes {\displaystyle \mathbb {Z} }-Gruppenschema {\displaystyle G} auf eindeutige Weise ein {\displaystyle S}-Gruppenschema {\displaystyle G_{S}:=G\times _{\mathbb {Z} }S}.
- Die additive Gruppe {\displaystyle \mathbb {G} _{a}} ist als {\displaystyle \mathbb {Z} }-Gruppenschema auf {\displaystyle T}-Punkten durch

{\displaystyle \mathbb {G} _{a}(T):=(\Gamma (T,{\mathcal {O}}_{T}),+)}
definiert. Der Funktor wird durch die {\displaystyle \mathbb {Z} }-Hopf-Algebra {\displaystyle (\mathbb {Z} [x],\Delta ,\varepsilon ,s)} mit den Operationen
{\displaystyle {\begin{array}{rll}\Delta :&\mathbb {Z} [x]\to \mathbb {Z} [x]\otimes _{\mathbb {Z} }\mathbb {Z} [x],&x\mapsto x\otimes 1+1\otimes x\\\varepsilon :&\mathbb {Z} [x]\to \mathbb {Z} ,&x\mapsto 0\\s:&\mathbb {Z} [x]\to \mathbb {Z} [x],&x\mapsto -x\end{array}}}
dargestellt.
- Die multiplikative Gruppe {\displaystyle \mathbb {G} _{m}} ist als {\displaystyle \mathbb {Z} }-Gruppenschema auf {\displaystyle T}-Punkten durch

{\displaystyle \mathbb {G} _{m}(T):=(\Gamma (T,{\mathcal {O}}_{T})^{\times },\cdot )}
definiert. Der Funktor wird durch die {\displaystyle \mathbb {Z} }-Hopf-Algebra {\displaystyle (\mathbb {Z} [x,x^{-1}],\Delta ,\varepsilon ,s)} mit den Operationen
{\displaystyle {\begin{array}{rll}\Delta :&\mathbb {Z} [x,x^{-1}]\to \mathbb {Z} [x,x^{-1}]\otimes _{\mathbb {Z} }\mathbb {Z} [x,x^{-1}],&x\mapsto x\otimes x\\\varepsilon :&\mathbb {Z} [x,x^{-1}]\to \mathbb {Z} ,&x\mapsto 1\\s:&\mathbb {Z} [x,x^{-1}]\to \mathbb {Z} [x,x^{-1}],&x\mapsto x^{-1}\end{array}}}
dargestellt.
- Die allgemeine lineare Gruppe {\displaystyle \mathrm {GL} _{n}} für {\displaystyle n\geq 1} ist als {\displaystyle \mathbb {Z} }-Gruppenschema auf {\displaystyle T}-Punkten durch

{\displaystyle \mathrm {GL} _{n}(T):=\mathrm {GL} _{n}(\Gamma (T,{\mathcal {O}}_{T}))}
definiert. Der Funktor wird durch die Hopf-Algebra {\displaystyle (H,\Delta ,\varepsilon ,s)} mit
{\displaystyle H:=\mathbb {Z} [x_{ij}\mid 1\leq i,j\leq n][{\tfrac {1}{\mathrm {det} }}]} mit {\displaystyle \mathrm {det} =\mathrm {det} ((x_{ij})_{ij})}
{\displaystyle \Delta (x_{ij})=\sum _{k=1}^{n}x_{ik}\otimes x_{kj}}
{\displaystyle \varepsilon (x_{ij})=\delta _{ij}}
{\displaystyle s(x_{ij})=} Eintrag {\displaystyle (i,j)} der Inversen von {\displaystyle (x_{ij})_{ij}}
dargestellt.
- Die spezielle lineare Gruppe {\displaystyle \mathrm {SL} _{n}} für {\displaystyle n\geq 1} kann als abgeschlossenes Untergruppenschema von {\displaystyle \mathrm {GL} _{n}} definiert werden. Dazu genügt es ein Hopf-Ideal von {\displaystyle H} aus dem vorigen Beispiel anzugeben. Das Hauptideal {\displaystyle (\mathrm {det} -1)} ist das gesuchte Hopf-Ideal. Die Hopf-Algebra zu {\displaystyle \mathrm {SL} _{n}} ist also {\displaystyle H/(\mathrm {det} -1)}. Alternativ kann {\displaystyle \mathrm {SL} _{n}:=\mathrm {ker} (\mathrm {det} :\mathrm {GL} _{n}\to \mathbb {G} _{m})} definiert werden.